# Mistrzostwa Świata w Biathlonie 1959
2. Mistrzostwa świata w Biathlonie 1959 odbyły się we włoskiej miejscowości Courmayeur. Zawodnicy startowali w dwóch konkurencjach: Bieg indywidualny mężczyzn na 20 km (kara za każde pudło wynosiła 2 minuty) i bieg drużynowy mężczyzn (suma 3 najlepszych czasów z każdej reprezentacji z biegu indywidualnego mężczyzn na 20 km). Polacy nie startowali.

## Wyniki

### Bieg indywidualny
| Pozycja | Zawodnik           | Narodowość        | Strzelanie   | Wynik     |
| ------- | ------------------ | ----------------- | ------------ | --------- |
|         | Władimir Miełanjin | ZSRR              | 10 (4+4+0+2) | 1:41:05,0 |
|         | Dmitrij Sokołow    | ZSRR              | 8 (2+2+0+4)  | +10,0     |
|         | Sven Agge          | Szwecja           | 6 (4+2+0+0)  | +2:18,0   |
| 4.      | Martti Meinilä     | Finlandia         | 16 (4+8+0+4) | +5:21,0   |
| 5.      | Vilho Ylönen       | Finlandia         | 8 (2+0+4+2)  | +6:03,0   |
| 6.      | Knut Wold          | Norwegia          | 6 (0+2+2+2)  | +6:34,0   |
| 7.      | Walentin Pszenicyn | ZSRR              | 8 (2+2+0+4)  | +7:02,0   |
| 8.      | Maurice Paquette   | Stany Zjednoczone | 10 (2+4+0+4) | +7:38,0   |
| 9.      | Adolf Wiklund      | Szwecja           | 12 (6+2+2+2) | +8:32,0   |
| 10.     | Henry Hermansen    | Norwegia          | 16 (0+0+8+8) | +9:58,0   |
| 11.     | Aleksandr Priwałow | ZSRR              | 10 (0+2+2+6) | +11:02,0  |
| 12.     | Sture Ohlin        | Szwecja           | 12 (4+0+2+6) | +12:06,0  |
| 13.     | Ivar Skogsrud      | Norwegia          | 16 (2+2+4+8) | +14:00,0  |
| 14.     | Alpino Ventura     | Włochy            | 18 (2+6+6+4) | +17:39,0  |
| 15.     | Battista Mismetti  | Włochy            | 14 (6+2+4+2) | +18:45,0  |

### Bieg drużynowy
| Pozycja | Zawodnicy                                             | Reprezentacja     | Strzelanie                             | Wynik     |
| ------- | ----------------------------------------------------- | ----------------- | -------------------------------------- | --------- |
|         | Władimir Miełanjin Dmitrij Sokołow Walentin Pszenicyn | ZSRR              | 10 (4+4+0+2) 8 (2+2+0+4)               | 5:10:27,0 |
|         | Sven Agge Adolf Wiklund Sture Ohlin                   | Szwecja           | 6 (4+2+0+0) 12 (6+2+2+2) 12 (4+0+2+6)  | 5:26:11,0 |
|         | Knut Wold Henry Hermansen Ivar Skogsrud               | Norwegia          | 6 (0+2+2+2) 16 (0+0+8+8) 16 (2+2+4+8)  | 5:33:47,0 |
| 4.      | Martti Meinilä Vilho Ylönen Antti Tyrväinen           | Finlandia         | 16 (4+8+0+4) 8 (2+0+4+2) 22 (4+8+6+4)  | 5:33:49,0 |
| 5.      | Maurice Paquette Robert Collins John Burritt          | Stany Zjednoczone | 10 (2+4+0+4) 20 (4+2+6+8) 22 (4+4+8+6) | 5:53:30,0 |
| 6.      | Alpino Ventura Battista Mismetti Virginio Epis        | Włochy            | 18 (2+6+6+4) 14 (6+2+4+2) 20 (6+8+4+2) | 5:58:30,0 |
| 7.      | Hermann Lackner Hermann Mayr Johann Falkner           | Austria           | 36 (9+9+8+8) 32 (9+8+8+6) 36 (9+9+8+8) | 6:41:28,0 |

## Klasyfikacja medalowa
| Miejsce | Państwo  |   |   |   | Razem |
| ------- | -------- | - | - | - | ----- |
| 1       | ZSRR     | 2 | 1 | 0 | 3     |
| 2       | Szwecja  | 0 | 1 | 1 | 2     |
| 3       | Norwegia | 0 | 0 | 1 | 1     |